# 图尔宽站
图尔宽站，是法国的一个铁路车站，位于法国北部城市图尔宽。

## 位置
图尔宽站位于图尔宽市区的南部。车站大致呈东西走向，开口朝北。

## 历史
图尔宽站最初建于1862年，于1905年改建并使用至今。图尔宽站曾是法国乃至欧洲重要的铁路车站，该站所处的里尔－穆斯克龙铁路曾为连接法国和比利时最重要的铁路通道。但随着高速铁路及里尔地铁的通车，如今图尔宽站的人流量已大幅减少。
图尔宽站的站房于1984年被列入法国国家文物保护单位。
2015年底，法国廉价高铁Ouigo开行了由图尔宽前往里昂、南特和雷恩方向的列车。为此，图尔宽站新增添了检票设施，并进行了简单的修整。

## 停靠线路
以下列车线路在图尔宽站停靠：
| 图尔宽站列车线路表     |              |                        |          |              |
| 线路                   | 车种         | 上一站                 | 下一站   | 大致运行频率 |
| 巴黎—图尔宽            | TGV          | 鲁贝                   | （终点） | 每天2趟左右  |
| 雷恩—图尔宽            | Ouigo        | 上皮卡第TGV            | （终点） | 每天1趟      |
| 南特—图尔宽            | Ouigo        | 戴高乐机场/上皮卡第TGV | （终点） | 每天1趟      |
| 里昂佩拉什/帕丢—图尔宽 | Ouigo        | 戴高乐机场             | （终点） | 每天1~2趟    |
| 里尔—图尔宽            | 法国大区列车 | 鲁贝                   | （终点） | 每天5趟左右  |
| 里尔—安特卫普          | InterCity    | 鲁贝                   | 穆斯克龙 | 每天7趟左右  |
| 1. 2. 3.               |              |                        |          |              |

## 配套交通

### 长途客车
| 停靠图尔宽站的大巴车 |          |                                                                        |
| 上下车地点           | 运营单位 | 主要目的地                                                             |
| 图尔宽站门口         | Car TER  | 穆斯克龙、鲁贝、里尔                                                   |
| 图尔宽站门口         | SNCF     | （当某条铁路线施工或罢工时，SNCF可能会提供途径该线路沿途站点的大巴车） |
| 1. 2.                |          |                                                                        |

### 市内交通
| 图尔宽站附近的市内公共交通线路 |                       |                                    |
| 公交车站名称                   | 位置                  | 停靠线路                           |
| TOURCOING Gare                 | 图尔宽站前广场        | L4路、15路、17路、35路、Z1路、Z4路 |
| TOURCOING Sébastopol           | 图尔宽站西侧大约300米 | 里尔地铁2号线                      |
| 1.                             |                       |                                    |

## 临近车站
| 图尔宽站（Gare de Tourcoing）  |                    |            |
| 上行车站                       | 线路               | 下行车站   |
| 鲁贝站                         | 里尔－穆斯克龙铁路 | 穆斯克龙站 |
| - 本表仅显示运营中的线路及车站 |                    |            |